# Grammomys ibeanus
Grammomys ibeanus is een knaagdier uit het geslacht Grammomys dat voorkomt van Zuid-Soedan tot Noordoost-Zambia en Malawi. Deze soort lijkt op G. cometes en wordt soms als dezelfde soort gezien, maar is wat kleiner en heeft een donkerdere vacht. Mogelijk behoort G. gigas ook tot deze soort.